# Annapurna IV
Annapurna IV je hora v masivu Annapurna v pohoří Himálaj vysoká 7 525 m. Leží nedaleko vrcholu Annapurna II. Poprvé byla zdolána v roce 1955 německou expedicí, kterou vedl Heinz Steinmetz přes severní stěnu a severozápadní hřeben. Na vrchol vystoupili Steinmetz, Harald Biller a Jürgen Wellenkamp.
V roce 1969 podnikla první česká himálajská expedice výstup na vrchol. Expedice se účastnili Vladimír Procházka (vůdce), Miloš Albrecht, Karel Cerman, Leoš Chládek, Oldřich Kopal, Jiří Mašek, Bohumil Svatoš, Jiří Šimon a Ladislav Veselý. Vrcholu dosáhl pouze Albrecht.